# 康特勒 (加来海峡省)
康特勒（法語：Canteleux，法語發音：[kɑ̃tlø]）是法国上法蘭西大區加来海峡省的一个旧市镇，属于阿拉斯区。2019年，康特勒并入市镇博尼耶尔，此前康特勒曾为该省人口最少的市镇。

## 地理
康特勒（50°12'55"N, 2°18'27"E）面积3.4 平方千米，位于法国上法蘭西大區加来海峡省，该省份为法国北部沿海省份，西北濒北海，南至索姆省，东临北部省。
与康特勒接壤的市镇（或旧市镇、城区）包括：。

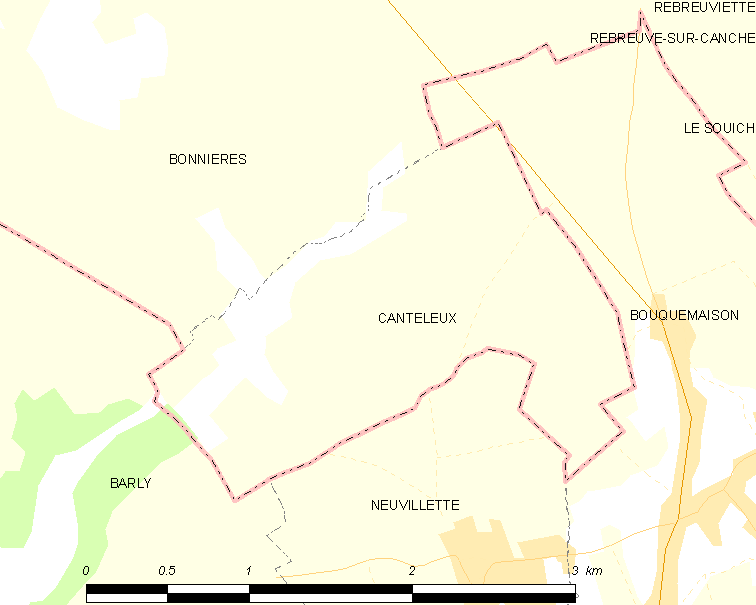
的OSM定位图

康特勒的时区为UTC+01:00、UTC+02:00（夏令时）。

## 行政
康特勒的邮政编码为62270，INSEE市镇编码为62210。

## 政治
康特勒所属的省级选区为泰努瓦斯河畔圣波勒县。

## 人口

1962-2008年间人口变化图示

康特勒于2015时的人口数量为16人。